# Емоційне міркування
Емоційне міркування (з англ: emotional reasoning) — це процес, коли людина робить висновки про якісь факти, ґрунтуючись лише на своїх почуттях. Наприклад: «Я недовіряю і сумніваюсь, значить, мій партнер мене обманює». Це форма когнітивного упередження, при якій людина не може набути нового досвіду, який поставить під сумнів її попередні переконання (див. Когнітивно-поведінкова терапія).
Насправді емоції з'являються під час роздумів про подію, за якою людина спостерігає. Здебільшого ця людина перебуває в несвідомому стані, під впливом певних когнітивних упереджень та забобонів. Отже, емоції в жодному разі не можуть бути основою для оцінки правильності припущення, оскільки вони є результатом здогадки.
Уперше цей термін запровадив психіатр Аарон Т. Бек та представив його у 1979 році в межах своєї концепції когнітивно-поведінкової терапії. Загалом звичка прислухатися до своїх негативних передчуттів замість того, щоб дивитися на факти об'єктивно, характерна для людей, схильних до депресії. Однак в стресових ситуаціях усі люди можуть реагувати на подію емоційно, а не раціонально.

## Вплив
Через підтверджену упередженість людина схильна до емоційних міркувань та пов'язаних з ними самообману, не ставить під сумнів зроблене припущення й ігнорує факти, які його спростовують. Нестача реальних доказів ще більше посилює ще й інші когнітивні упередження.

## Когнітивно-поведінкова терапія
Емоційному міркуванню приділяється особлива увага в когнітивно-поведінковій терапії, яка за допомогою сумнівів виявляє у пацієнта моделі мислення, що з'являються в результаті отримання негативних емоцій. Згодом їх замінюють іншими зразками мислення, які побудовані на позитивних емоціях.

## Ненасильницьке спілкування
Ненасильницьке спілкування протистоїть емоційним висновкам, звертаючи увагу людини на процес під час якого виникають почуття. Воно базується на тому, щоб людина брала на себе відповідальність за свої емоції й ставила під сумнів припущення — особливо ті, які призводять до негативних емоцій.

## Приклади
Ось декілька прикладів хибних висновків на основі емоційних міркувань:
- «Я почуваюся винним, значить я винен.»
- «Я злюсь на іншу людину, значить вона зробила щось не так.»
- «Я знаю, що мій чоловік зраджує, тому що я ревную.»
- «Подивіться, який прекрасний світ! Значить, має бути Бог, який його створив.»